# 에스키피외르뒤르

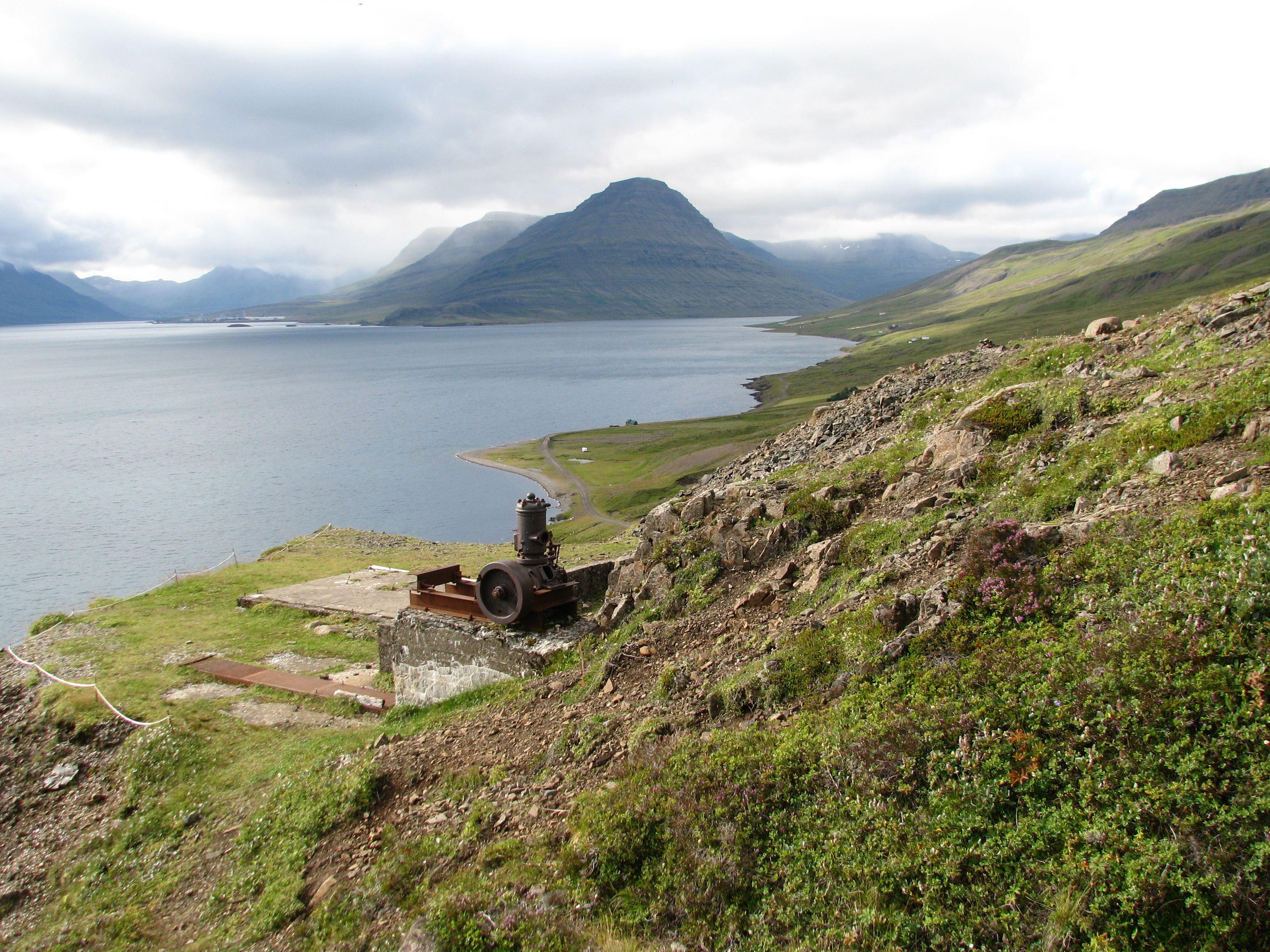

에스키피외르뒤르(아이슬란드어: Eskifjörður)는 아이슬란드 동부에 위치한 도시로 인구는 1,043명(2011년 기준)이다. 행정 구역상으로는 외이스튀를란드에 속한다.